# Heterodontus

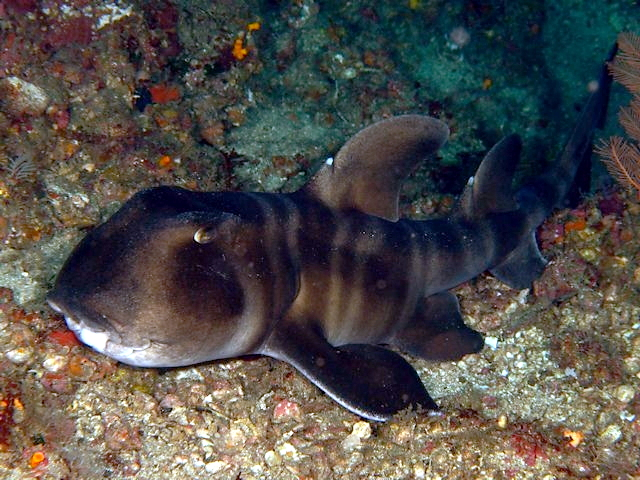
Heterodontus japonicus

Heterodontus Blainville, 1816 è un genere di pesci cartilaginei comunemente noti come squali testa di toro. È l'unico genere della famiglia Heterodontidae e dell'ordine Heterodontiformes.
Si tratta di un piccolo ordine  di squali basali (cioè presenti anche in tempi primitivi) moderni (Neoselachii).  Vi sono nove specie ancora viventi.  Tutte le specie sono di dimensioni relativamente piccole, la più grande di esse raggiunge in età adulta lunghezze di massimo 150 cm. Vivono sui fondali in acque tropicali e subtropicali.
Gli eterodontiformi appaiono sotto forma di fossili provenienti dalla parte iniziale del Giurassico, assai prima degli appartenenti al gruppo dei Galeomorphi, che include tutti gli squali moderni ad eccezione di Scyliorhinidae, Dalatiidae, Squalidae, 3 famiglie che se considerate nel loro insieme sono chiamate in inglese “dogfish”.  Poiché gli Heterodontiformes non sono mai stati un ordine molto diffuso, è possibile che le loro origini siano ancora più antiche. Tra le forme più note risalenti al Giurassico, da ricordare Paracestracion e lo stesso Heterodontus.

## Descrizione
Morfologicamente si distinguono molto dagli altri ordini di squalo. La bocca è posta in tutta la sua interezza anteriormente rispetto alle orbite oculari. Le cartilagini labiali sono fuse nella parte più prominente della bocca. Le narici sono collegate alla bocca attraverso delle scanalature. Le capsule nasali sono a “tromba” e ben separate dalle orbite. Sono presenti pieghe circumnariali nella pelle. Anche se il processo rostrale del neurocranio (in pratica il contenitore del cervello) è assente, è presente una fossa precerebrale. Infine, dalla testa si origina una cresta superorbitale.
Gli occhi presentano membrane nittitanti. In queste specie si trova uno sfiatatoio, anche se di piccole dimensioni. Le terminazioni dorsali delle fessure branchiali quarta e quinta sono una attaccata all'altra, anche se non fuse come accade nei Lamniformes. Gli Heterodontiformes hanno 2 pinne dorsali con spine, che si trovano anche nella pinna anale. Le pinne dorsali ed anale contengono inoltre cartilagine basale.

## Tassonomia
Il genere Heterodontus comprende le seguenti specie:
- Heterodontus francisci (Girard, 1855)
- Heterodontus galeatus (Günther, 1870)
- Heterodontus japonicus Miklouho-Maclay & MacLeay, 1884
- Heterodontus mexicanus Taylor & Castro-Aguirre, 1972
- Heterodontus omanensis Baldwin, 2005
- Heterodontus portusjacksoni (Meyer, 1793)
- Heterodontus quoyi (Fréminville, 1840)
- Heterodontus ramalheira (Smith, 1949)
- Heterodontus zebra (Gray, 1831)